# العلاقات الإسبانية اللاوسية
العلاقات الإسبانية اللاوسية هي العلاقات الثنائية التي تجمع بين إسبانيا ولاوس.

## مقارنة بين البلدين
هذه مقارنة عامة ومرجعية للدولتين:
| وجه المقارنة                                              | إسبانيا                                                                             | لاوس        |
| --------------------------------------------------------- | ----------------------------------------------------------------------------------- | ----------- |
| المساحة (كم2)                                             | 505.99 ألف                                                                          | 236.80 ألف  |
| عدد السكان (نسمة)                                         | 46.73 مليون                                                                         | 6.86 مليون  |
| الكثافة السكانية (ن./كم²)                                 | 92.35                                                                               | 28.97       |
| العاصمة                                                   | مدريد                                                                               | فيينتيان    |
| اللغة الرسمية                                             | اللغة الإسبانية، اللغة الغاليسية، لغة بشكنشية، اللغة الكتالونية، اللغة الأوكسيتانية | اللغة اللاو |
| العملة                                                    | يورو، بيزيتا إسبانية                                                                | كيب لاوي    |
| الناتج المحلي الإجمالي (بليون دولار)                      | 1.31 تريليون                                                                        | 16.85 مليار |
| الناتج المحلي الإجمالي (تعادل القوة الشرائية) بليون دولار | 1.77 تريليون                                                                        | 38.71 مليار |
| الناتج المحلي الإجمالي الاسمي للفرد دولار أمريكي          | 28.16 ألف                                                                           | 1.82 ألف    |
| الناتج المحلي الإجمالي للفرد دولار أمريكي                 | 38.00 ألف                                                                           |             |
| مؤشر التنمية البشرية                                      | 0.876                                                                               | 0.575       |
| رمز المكالمات الدولي                                      | +34                                                                                 | +856        |
| رمز الإنترنت                                              | .es                                                                                 | .la         |
| المنطقة الزمنية                                           | ت ع م+01:00، ت ع م+02:00                                                            | ت ع م+07:00 |

## منظمات دولية مشتركة
يشترك البلدان في عضوية مجموعة من المنظمات الدولية، منها:
| علم المنظمة | اسم المنظمة                        | تاريخ انضمام إسبانيا | تاريخ انضمام لاوس |
| ----------- | ---------------------------------- | -------------------- | ----------------- |
|             | بنك التنمية الآسيوي                | 1986                 | 1966              |
|             | مؤسسة التنمية الدولية              | 18 أكتوبر 1960       | 28 أكتوبر 1963    |
|             | يونسكو                             | 30 يناير 1953        | 9 يوليو 1951      |
|             | وكالة ضمان الاستثمار متعدد الأطراف | 29 أبريل 1988        | 5 أبريل 2000      |
|             | الأمم المتحدة                      | 14 ديسمبر 1955       | 14 ديسمبر 1955    |
|             | البنك الدولي للإنشاء والتعمير      | 15 سبتمبر 1958       | 5 يوليو 1961      |
|             | منظمة حظر الأسلحة الكيميائية       | ?                    | ?                 |
|             | مؤسسة التمويل الدولية              | 24 مارس 1960         | 29 يناير 1992     |
|             | منظمة الشرطة الجنائية الدولية      | ?                    | ?                 |

## وصلات خارجية
- موقع وزارة الخارجية الإسبانية
- موقع وزارة الخارجية اللاوسية